# Bitva u Guadalcanalu
Bitva u Guadalcanalu, někdy označovaná jako První (noc na 13. listopadu) a Druhá námořní bitva u Guadalcanalu (noc na 15. listopadu), Třetí a čtvrtá bitva u ostrova Savo, bitva v pátek 13. nebo v japonských zdrojích Třetí bitva v Šalamounově moři (japonsky 第三次ソロモン海戦, Dai-san-dži Soromon Kaisen), proběhla mezi 12. až 15. listopadem 1942 a byla rozhodujícím střetnutím v sérii námořních bitev mezi spojeneckými (především americkými) a japonskými císařskými silami během několikaměsíčního tažení na ostrov Guadalcanal v Šalomounových ostrovech za druhé světové války v Tichomoří.
Po předchozích neúspěšných japonských pokusech o dobytí Hendersonova letiště zorganizovali Japonci počátkem listopadu 1942 další transportní konvoj, který měl dopravit 7000 vojáků a jejich vybavení na Guadalcanal, aby se znovu pokusili letiště dobýt. Také několik japonských válečných lodí bylo pověřeno ostřelováním Hendersonova letiště s cílem zničit tamní americká letadla, která představovala pro konvoj hrozbu. Tomu se Američané snažili zabránit. Následující akce sestávala z kombinovaných leteckých a námořních střetnutí během tří dnů a tří nocí, většinou poblíž Guadalcanalu:
1. V noci z 12. na 13. listopadu došlo ke střetnutí americké Task Group 67.4 kontradmirála Callaghana s japonským svazem viceadmirála Abeho, který měl bombardovat Hendersonovo letiště. Za cenu těžkých ztrát se Američanům podařilo bombardování zabránit.
2. Během 13. listopadu probíhaly hlavně letecké útoky na japonskou bitevní loď Hiei, která zůstala vážně poškozená po nočním boji severozápadně od ostrova Savo.
3. Během noci z 13. na 14. listopadu ostřelovaly letiště těžké křižníky viceadmirála Mikawy.
4. 14. listopadu letouny z USS Enterprise a Guadalcanalu podnikly několik útoků na ustupující Mikawovy křižníky a na blížící se konvoj kontradmirála Tanaky.
5. V noci ze 14. na 15. listopadu se viceadmirál Kondó se svým svazem pokusil o další bombardování letiště. Zabránil mu v tom kontradmirál Lee s Task Force 64.
6. Během 15. listopadu Američané útočili na zbývající lodě Tanakova konvoje, které najely na břeh u Guadalcanalu.

Spojenecká letadla potopila většinu japonských transportérů a zabránila většině japonských jednotek a techniky v dosažení Guadalcanalu. Bitva tak odvrátila poslední velký pokus Japonska vytlačit spojenecké síly z Guadalcanalu a nedalekého ostrova Tulagi, což vedlo ke strategickému vítězství pro USA a jejich spojence a rozhodlo o konečném výsledku tažení na Guadalcanal v jejich prospěch. Byla to poslední velká námořní bitva v tichomořské válce na příští rok a půl, až do bitvy ve Filipínském moři… Co do ztrát na životech to byla jedna z nejhorších námořních bitev druhé světové války

## Předehra
Ráno 7. srpna 1942 se spojenecké jednotky vylodily na Guadalcanalu. Byl to začátek šestiměsíční bitvy o Guadalcanal. Američané si udržovali leteckou převahu díky Hendersonovu letišti, což jim umožňovalo ztěžovat japonské zásobování. Když Japonci prohráli pozemní bitvu o Hendersonovo letiště pokusili se alespoň přisunout své letecké síly blíže Guadalcanalu a otevřeli letiště v Buin na ostrově Bougainville. Boj o Hendersonovo letiště však ještě nevzdávali.

## Japonské síly
Po vítězné bitvě u ostrovů Santa Cruz věřili Japonci, že by se jim mohl podařit v boji na Guadalcanalu zvrat. Rozhodli se proto na Guadalcanal vyslal zbytek 38. divize a 51. divizi. Vyvstal problém s dopravou a zásobováním tak velkého množství jednotek, protože možnosti Tokijských expresů byly omezené. Proto bylo rozhodnuto vyslat velký konvoj, kterému by předcházelo získání letecké převahy jednak zintenzivněním činnosti 11. vzdušného loďstva a jednak ostřelováním letiště loděmi. 11. listopadu se v shortlandském přístavu shromáždil konvoj 11 transportních lodí s 7000 vojáky na palubě a zásobami pro 30 000 vojáků na 20 dní. Eskortu mu tvořila Tanakova skupina 11 torpédoborců. Jako vzdálené krytí konvoje byl určen předsunutý svaz viceadmirála Nobutake Kondó, který měl k dispozici letadlovou loď Džunjó, těžké křižníky Atago a Takao a 6 torpédoborců. Podporu mělo poskytovat i Mikawovo 8. loďstvo s těžkými křižníky Čókaj a Kinugasa a 2 torpédoborci. K bombardování Hendersonova letiště byly vyslány 2 skupiny. Svaz viceadmirála Abeho se skládal z bitevních lodí Hiei, Kirišima, lehkého křižníku Nagara a 6 torpédoborců. Druhý svaz, který vedl kontradmirál Nišimura a který byl součástí Ozawova svazu, se skládal z těžkých křižníků Suzuja, Maja, lehkého křižníku Tenrjú a 4 torpédoborců.

## Americké síly
Také Američané se rozhodli Guadalcanal posílit. Letiště na Guadalcanalu mělo už 3 dráhy a mohlo z něj operovat 60 letounů. Došlo k výměně leteckých jednotek jejichž velitelem se stal brigádní generál Louis Wood. Navíc Halsey rozhodl na Guadalcanal dopravit dva pluky, jeden námořní a 1 armádní. Pod velením admirála Turnera byl na Guadalcanal vyslán konvoj 7 transportních lodí s 5500 vojáky na palubě. Eskortu konvoje tvořily těžké křižníky USS San Francisco a USS Portland, lehké křižníky USS Atlanta, USS Helena, USS Juneau a 13 torpédoborců. Podporu konvoje tvořila TF 16 složená z letadlové lodi USS Enterprise, bitevních lodí USS Washington a USS South Dakota, těžkých křižníků USS Northampton a USS Pensacola, lehkého křižníku USS San Diego a 8 torpédoborců.

## Bitva

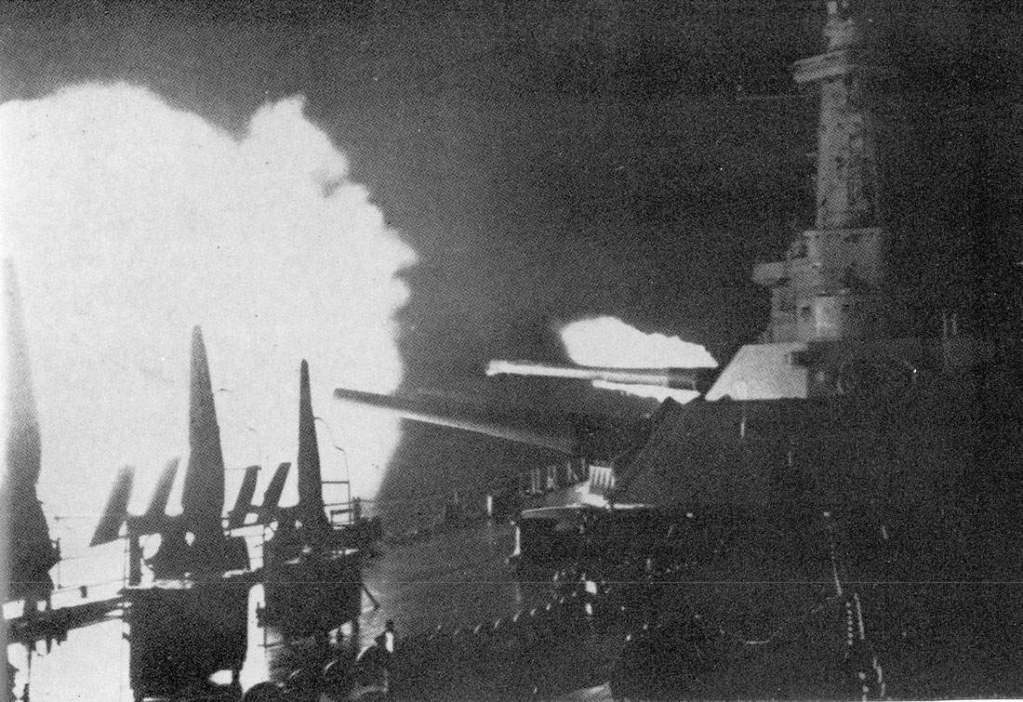
USS Washington střílí na japonskou bitevní loď Kirišima v noci ze 14. na 15. listopadu 1942. Nízký náměr hlavní 406mm děl vypovídá o boji na krátkou vzdálenost – pouhých 7 700 metrů.

13. listopadu v 1:30 začal Abeho svaz (bitevní lodě Hiei, Kirišima, lehký křižník Nagara a torpédoborce Harusame, Júdači, Ikazuči, Akacuki, Inazuma, Teruzuki, Amacukaze, Jukikaze, Samidare, Murasame a Asagumo) ostřelovat Hendersonovo letiště. V 1:40 se dostal do kontaktu s ochranou amerického konvoje, který už doplul ke Guadalcanalu. Admirál Callaghan měl v tu chvíli k dispozici těžké křižníky San Francisco a Portland, lehké křižníky Atlanta, Helena, Juneau a torpédoborce Cushing, Laffey, Sterett, O'Bannon, Aaron Ward, Barton, Monssen a Fletcher. Boj, který nastal, byl ukončen až v 2:26, kdy kapitán Hoover z Heleny nařídil všem lodím obrat na východ čímž se svazy odpoutaly a tím boj skončil. V boji nebo na jeho následky byly potopeny bitevní loď Hiei, torpédoborce Akacuki a Júdači na japonské straně a lehký křižník Atlanta a 4 torpédoborce Cushing, Monssen, Laffey a Barton. Během boje zahynuli oba američtí admirálové Callaghan a Scott. Navíc byl už na zpáteční cestě na Espiritu Santo potopen lehký křižník Juneau ponorkou I-26.
V noci na 14. listopadu došlo k bombardování Hendersonova letiště křižníky Suzuja a Maja, ale k větším škodám nedošlo. Zato letecké útoky z letadlové lodi Enterprise, které probíhaly 14. listopadu během dne, byly úspěšné velmi. Podařilo se potopit 6 transportních lodí, těžký křižník Kinugasa a poškodit křižníky Čókai, Suzuja a Maja. Přesto Jamamoto rozhodl o pokračování konvoje ke Guadalcanalu.
V noci na 15. listopadu plul Kondův svaz lodí, aby opět bombardoval Hendersonovo letiště. K dispozici měl bitevní loď Kirišima, těžké křižníky Atagi a Takao, lehké křižníky Nagara, Sendai a torpédoborce Širajuki, Hacujuki, Samidare, Inazuma, Šikinami, Uranami a Ajanami. Bombardování měl zabránit Leeův svaz složený z bitevních lodí South Dakota a Washington a torpédoborců Walke, Benham, Preston a Gwin. V 23:17 mezi těmito svazy vypukla bitva, která skončila až v 1:04, kdy vydal Kondó příkaz k ústupu na sever. V bitvě byly potopeny bitevní loď Kirišima a torpédoborce Ajanami, Benham, Preston a Walke.
Během noci dorazil ke Guadalcanalu Tanakův konvoj. Kondó vydal rozkaz, aby jeho čtyři zbývající transportní lodě (Hirokawa Maru, Kinugawa Maru, Jamaura Maru a Jamacuki Maru) najely na břeh a torpédoborce odpluly od Guadalcanalu. Během dne byly tyto transportní lodě stejně jako většina jejich nákladu zničena.

## Závěr
Přestože obě strany utrpěly velké ztráty, je vítězství Američanů nesporné. Podařilo se jim dopravit vlastní konvoj a 2× zabránit bombardování Hendersonova letiště, což umožnilo zničit japonský konvoj. Pro Japonce to byla těžká ztráta a ke Guadalcanalu už podobný konvoj nevyslali. Admirál Abe a kapitán Nišida (velitel Hiei) byli za svoje neúspěchy v této bitvě předčasně posláni do penze.